# Pigafetta elata
Pigafetta elata är en enhjärtbladig växtart som först beskrevs av Carl Friedrich Philipp von Martius, och fick sitt nu gällande namn av Hermann Wendland. Pigafetta elata ingår i släktet Pigafetta och familjen Arecaceae. Inga underarter finns listade i Catalogue of Life.